# Line Christophersen
Line Drost Christophersen, née le 14 janvier 2000 à Dianalund est une joueuse danoise de badminton.

## Carrière
En 2018, elle remporte le titre en simple filles aux championnats d'Europe juniors, et décroché la médaille d'argent aux championnats du monde juniors.
En 2021, elle vice-champion en championnats d'Europe.
En 2020, elle partie de l'équipe du Danemark qui remporte les championnats d'Europe féminins par équipes et mixtes en 2023.

## Palmarès

### Championnats d'Europe
- Championnats d'Europe de badminton 2021 à Kiev
  - Simple dames :  Médaille d'argent